# John R. Hamilton
John Rummel Hamilton (Shippensburg, 16 gennaio 1887 – Hollywood, 15 ottobre 1958) è stato un attore statunitense.

## Filmografia parziale

### Cinema
- La morte invisibile (Mr. Wong, Detective), regia di William Nigh (1938)
- Il mistero del falco (The Maltese Falcon), regia di John Huston (1941)
- Captain America, regia di Elmer Clifton e John English (1944) - serial cinematografico
- Straniero in patria (Jack McCall Desperado), regia di Sidney Salkow (1953)
- Iron Mountain Trail, regia di William Witney (1953)
- La strage del 7º Cavalleggeri (Sitting Bull), regia di Sidney Salkow (1954)

### Televisione
- Lights Out – serie TV, episodio 2x31 (1950)
- Adventures of Superman – serie TV, 102 episodi (1952-1958)
- Le avventure di Jet Jackson (Captain Midnight) – serie TV, episodio 1x03 (1954)
- Screen Directors Playhouse – serie TV, episodio 1x01 (1955)
- TV Reader's Digest – serie TV, episodio 1x01 (1955)
- The Star and the Story – serie TV, episodio 1x09 (1955)